# 5ª Mostra internazionale d'arte cinematografica di Venezia
La 5ª edizione della Mostra Internazionale d'Arte Cinematografica di Venezia (denominata 5ª Esposizione Internazionale d'Arte Cinematografica - Biennale di Venezia) si svolse a Venezia, Italia, dal 10 agosto al 3 settembre del 1937.

## Storia
Nel 1937 fu inaugurato il nuovo Palazzo del Cinema voluto per ospitare la mostra e costruito in breve tempo nello stile modernista dell'epoca; ci fu un maggior numero di nazioni partecipanti e di film in mostra. Fra le star presenti ci furono Marlene Dietrich, Bette Davis, che vinse il premio come migliore attrice, e Jean Gabin, protagonista di La grande illusione di Jean Renoir. Sono presenti inoltre Katharine Hepburn e Doris Duranti.
Luigi Chiarini, direttore del Centro Sperimentale, dichiarò riguardo al film di Renoir: "figlio di quel pacifismo comunistoide e patriottardo che caratterizza un certo intellettualismo francese falso e retorico". Per l'Italia viene premiato Scipione l’Africano, colossal di Carmine Gallone, che bissa il successo del 1935 con Casta diva; alla proiezione del film la ressa è tale che Il Gazzettino del 4 settembre 1937 riporta che "Ad evitare spiacevoli rifiuti si avverte che nella sala di proiezione saranno ammessi soltanto i gerarchi in divisa, con distintivo e grado".

## Giuria internazionale
- Giuseppe Volpi (Italia) (presidente)
- Luigi Chiarini (Italia)
- Sandro De Feo (Italia)
- Luigi Freddi (Italia)
- Mario Gromo (Italia)
- René Jeanne (Francia)
- Neville Kearney (Gran Bretagna)
- Oswald Lehnich (Germania)
- Karl Melzer (Germania)
- Georges Lourau (Francia)
- Ryszard Ordyńsky (Polonia)
- Esodo Pratelli (Italia)
- Luis Villani (Ungheria)

## Film in concorso

### Australia
- The Flying Doctor, regia di Miles Mander

### Austria
- Auf Mozart spuren (cortometraggio)
- Wiener mode (cortometraggio)
- Wilde Wasser, regia di Guzzi Lantschner e Harald Reinl (cortometraggio)

### Belgio
- Processions et carnavals, regia di Charles Dekeukeleire (cortometraggio)

### Cecoslovacchia
- Batalión, regia di Miroslav Cikán
- Lidé na kre, regia di Martin Frič
- Fantasie erotique, regia di Karel Dodal (cortometraggio)

### Egitto
- Il pellegrinaggio mussulmano alla Mecca (cortometraggio)

### Francia
- Carnet di ballo (Un Carnet de bal), regia di Julien Duvivier
- La grande illusione (La Grande Illusion), regia di Jean Renoir
- Le perle della corona (Les Perles de la couronne), regia di Sacha Guitry
- Il messaggio (Le Messager), regia di Raymond Rouleau
- Elena studentessa in chimica (Hélène), regia di Jean Benoît-Lévy
- Atlantique Sud (cortometraggio)
- Aventure en Atlantiqu (cortometraggio)
- Symphonie Graphique, regia di Maurice Cloche (cortometraggio)

### Germania
- Patrioten, regia di Karl Ritter
- Sherlock Holmes (Der Mann, der Sherlock Holmes war), regia di Karl Hartl
- Se tutti fossimo angeli (Wenn wir alle Engel wären) , regia di Carl Froelich
- La prigioniera di Sidney (Zu neuen Ufern), regia di Douglas Sirk
- Die Warschauer Zitadelle, regia di Fritz Peter Buch
- Ingratitudine (Der Herrscher), regia di Veit Harlan
- Non promettermi nulla (Versprich mir nichts!), regia di Wolfgang Liebeneiner
- Besuch im Frankfurt (cortometraggio)
- Bunte fischwelt (cortometraggio)
- Der Olympia - Film ensteht, regia di Rudolf Schaad e Otto Lantschner (cortometraggio)
- Deutschland, regia di Svend Noldan (cortometraggio)
- Hamburg und seine nachbarstadt "Altona", regia di F. W. Schröder-Schrom (cortometraggio)
- Klar Schiff zum Gefecht (cortometraggio)
- Landschaft und leben (cortometraggio)
- Mannesmann, regia di Walter Ruttmann (cortometraggio)
- Mysterium des Lebens, regia di Herta Jülich e Ulrich K.T. Schultz (cortometraggio)
- Raum im kreiseden licht (cortometraggio)
- Reineke fuchs (cortometraggio)
- Röntgenstrahlen, regia di Martin Rikli (cortometraggio)
- Das Sinnesleben der Pflanzen, regia di Wolfram Junghans e Ulrich K.T. Schultz (cortometraggio)
- Tiergarten des Meers (cortometraggio)
- Unendlicher weltenraum (cortometraggio)

### Giappone
- 荒城の月 Kôjô no tsuki, regia di Kôjirô Sasaki
- Ikebana (cortometraggio)
- Kyoiku Nippon (cortometraggio)
- Sguardi sul Giappone (cortometraggio)

### Gran Bretagna
- La danza degli elefanti (Elephant Boy), regia di Robert J. Flaherty
- King Solomon's Mines, regia di Robert Stevenson
- La grande imperatrice (Victoria the Great), regia di Herbert Wilcox
- Sei ore a terra (Farewell Again), regia di Tim Whelan
- Ai confini del mondo (The Edge of the World), regia di Michael Powell
- Home Life of the Marstras, regia di Mary Field (cortometraggio)
- Hydra (cortometraggio)
- Statue Parade, regia di Ralph Keene e Paul Burnford (cortometraggio)
- The Story of a Disturbance, regia di Donald Carter (cortometraggio)
- The Way to the Sea, regia di J.B. Holmes (cortometraggio)

### India
- Sant Tukaram, regia di Vishnupant Govind Damle e Sheikh Fattelal

### Italia
- Scipione l’Africano, regia di Carmine Gallone
- Condottieri, regia di Luis Trenker, Giacomo Gentilomo e Anton Giulio Majano
- Sentinelle di bronzo, regia di Romolo Marcellini
- Il signor Max, regia di Mario Camerini
- Il seme (cortometraggio)
- Primavera fiorentina (cortometraggio)
- Scuola fascista (cortometraggio)

### Paesi Bassi
- De ballade van den hoggen hoed, regia di Max de Haas (cortometraggio)
- The Puppet Broadcast of 1938, regia di George Pal (cortometraggio)

### Polonia
- Barbara Radziwillówna, regia di Joseph Lejtes
- In una miniera di carbone (cortometraggio)
- Wilno miasto (cortometraggio)
- Trzy etiudy, regia di Eugeniusz Cekalski e Stanislaw Wohl (cortometraggio)

### Stati Uniti d'America
- È nata una stella (A Star Is Born), regia di William A. Wellman
- L'uomo di bronzo (Kid Galahad), regia di Michael Curtiz
- Le cinque schiave (Marked Woman), regia di Lloyd Bacon
- Voglio danzare con te (Shall We Dance), regia di Mark Sandrich
- L'adorabile nemica (Theodora Goes Wild), regia di Richard Boleslawski
- Sotto i ponti di New York (Winterset), regia di Alfred Santell
- I Lloyds di Londra (Lloyd's of London), regia di Henry King
- Tre ragazze in gamba (Three Smart Girls), regia di Henry Koster
- Sigillo segreto (This Is My Affair), regia di William A. Seiter
- Settimo cielo (Seventh Heaven), regia di Henry King
- Sangue gitano (Wings of the Morning), regia di Harold D. Schuster
- Topolino alpinista (Alpine Climbers), regia di David Dodd Hand (cortometraggio)
- Melodie hawayane (Hawaiian Holiday), regia di Ben Sharpsteen (cortometraggio)
- Partita di polo (Mickey's Polo Team), regia di David Dodd Hand (cortometraggio)
- L'isola del jazz (Music Land), regia di Wilfred Jackson (cortometraggio)
- Braccio di Ferro incontra Sinbad (Popeye the Sailor Meets Sindbad the Sailor), regia di Dave Fleischer (cortometraggio)
- Il cugino di campagna (The Country Cousin), regia di David Dodd Hand e Wilfred Jackson (cortometraggio)
- Il vecchio mulino (The Old Mill), regia di Wilfred Jackson (cortometraggio)

### Sudafrica
- Mountain Waters (cortometraggio)
- The Blue and Silver May (cortometraggio)
- Tight Lines (cortometraggio)

### Ungheria
- L'uomo d'oro (Az aranyember), regia di Béla Gaál
- Suora Maria (Mária növér), regia di Viktor Gertler

## Premi

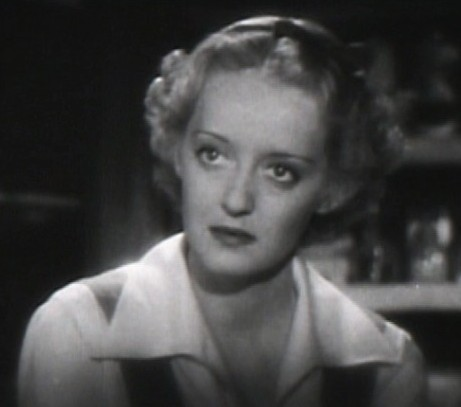
Bette Davis, Coppa Volpi 1937

- Coppa delle Nazioni per il miglior film in "prima mondiale": La grande imperatrice (Victoria the Great) di Herbert Wilcox
- Coppa Mussolini per il miglior film italiano: Scipione l’Africano di Carmine Gallone
- Premio per il miglior film straniero: Carnet di ballo (Un Carnet de bal) di Julien Duvivier
- Premio per la migliore regia: La danza degli elefanti (Elephant Boy) di Robert J. Flaherty
- Coppa Volpi per il migliore attore: Emil Jannings per Ingratitudine (Der Herrscher)
- Coppa Volpi per la migliore attrice: Bette Davis per Le cinque schiave (Marked Woman) e L'uomo di bronzo (Kid Galahad)
- Miglior Fotografia: J. Peverell Marley per Sotto i ponti di New York (Winterset)
- Premio per il miglior scenario: Le perle della corona (Les Perles de la couronne)
- Premio per il miglior complesso artistico: La grande illusione (La Grande Illusion) di Jean Renoir
- Menzione della Giuria: Barbara Radziwillówna di Joseph Lejtes, Trzy etiudy di Eugeniusz Cekalski e Stanislaw Wohl
- Segnalazione della Giuria: Sant Tukaram di Vishnupant Govind Damle e Sheikh Fattelal, Batalión di Miroslav Cikán, Kôjô no tsuki di Keisuke Sasaki, The Flying Doctor di Miles Mander, Mária növér di Viktor Gertler